# أندريه أوفري
أندريه أوفري (بالإيطالية: Antonio Bailetti) مواليد 29 سبتمبر 1937 في إيطاليا، هو دراج إيطالي سابق في صنف سباق الدراجات على الطريق. سبق أن شارك في دورة الألعاب الأولمبية الصيفية وفاز بميدالية أولمبية.

## سباقات أو مراحل فاز بها
| التاريخ        | السباق                                                                 | المركز                  |
| -------------- | ---------------------------------------------------------------------- | ----------------------- |
| 26 أغسطس 1960  | ركوب الدراجات في الألعاب الأولمبية الصيفية 1960 – فريق رجال سباق الزمن | الفائز في التصنيف العام |
| 04 مارس 1962   | 1962 Genoa-Nice                                                        | الفائز في التصنيف العام |
| 23 فبراير 1964 | تروفيو لايقويليا 1964                                                  | المركز الثاني           |
| 01 مايو 1964   | طواف فيرزين 1964                                                       | المركز الثاني           |
| 20 فبراير 1966 | تروفيو لايقويليا 1966                                                  | الفائز في التصنيف العام |

## الميداليات
| الميدالية | المسابقة                       |
| --------- | ------------------------------ |
| ذهبية     | الألعاب الأولمبية الصيفية 1960 |

## وصلات خارجية
- الموقع الرسمي

## روابط خارجية
- أندريه أوفري على موقع أرشيف الدراجات (الإنجليزية)
- أندريه أوفري على موقع إحصائيات الدراجات الإحترافية (الإنجليزية)
- أندريه أوفري على موقع CycleBase (الإنجليزية)
- أندريه أوفري على موقع اللجنة الأولمبية الدولية (الإنجليزية)
- أندريه أوفري على موقع أوليمبيديا (الإنجليزية)
- أندريه أوفري على موقع اللجنة الأولمبية الإيطالية (الإيطالية)
- أندريه أوفري على موقع CONI honoured athlete website (الإيطالية)